# Emil Wegelius
Emil Wegelius, född 13 december 1852 i Helsingfors, död där 19 januari 1903, var en av Finlands första konstruktörer av nöjesbåtar.
Emil Wegelius var självlärd, utan teoretisk bakgrund. Han blev medlem av Nyländska Jaktklubben (NJK) 1876 och vann sin första konstruktionstävling 1882. På 1890-talet var han anställd som konstruktör och arbetsledare vid båtvarven på Hanaholmen och Blekholmen. Under perioden 1881–1902, då begreppet mätregel ännu inte hade slagit igenom, skapade han ett sjuttiotal sjödugliga jakter och ångslupar. Hans främsta konstruktion var "Endymion", vilken på sin tid var NJK:s snabbaste farkost. Även "Barden", "Wera", "Sport", "Mehallah", "Briseis", "Mistralen" och "Greta" gjorde väl ifrån sig på banorna.